# 10320 Reiland
10320 Reiland (1990 TR1) là một tiểu hành tinh vành đai chính được phát hiện ngày 14 tháng 10 năm 1990 bởi E. F. Helin ở Palomar.